# Стадіон «Авангард» імені Павла Кривохижі
Стадіон «Авангард» імені Павла Кривохижі — футбольний стадіон у місті Ладижин Вінницької області. Домашній стадіон футбольного клубу «Авангард» (Ладижин). Стадіон розрахований на 620 глядачів і оформлена у традиційних для «Авангарду» червоно-синіх кольорах. Стадіон розташований у центрі міста Ладижин. Названий на честь Павла Івановича Кривохижі — гравця, а згодом — тренера і начальника місцевої команди «Авангард-Енергія».